# Gruppo di M94
Il Gruppo di M94 (o Gruppo Canes I) è un vasto gruppo di galassie, ma con debole legame gravitazionale, situato in direzione delle costellazioni dei Cani da caccia e della Chioma di Berenice, alla distanza di circa 13 milioni di anni luce. Il Gruppo di M94 fa parte dei tanti gruppi che costituiscono il Superammasso della Vergine. In particolare, si tratta di uno dei gruppi più vicini al Gruppo Locale, che contiene la Via Lattea.
Sebbene le galassie del gruppo appaiono sotto forma di una singola grande struttura di tipo nebuloso, molte di esse sono solo debolmente legate dal punto di vista gravitazionale e alcune non hanno ancora formato delle orbite stabili intorno al centro del gruppo. Inoltre, molte galassie si muovono con l'espandersi dell'universo.

## Componenti del gruppo
La lista comprende le galassie che fanno parte con sicurezza del gruppo, così come elencate nel Nearby Galaxies Catalog, e nelle tre liste di gruppi create dal Nearby Optical Galaxy sample di Giuricin et al..
| Nome     | Tipo       | (Ascensione retta (R.A.) | (Declinazione (Dec.) | Redshift (km/s) | Magnitudine |
| -------- | ---------- | ------------------------ | -------------------- | --------------- | ----------- |
| IC 3687  | IAB(s)m    | 12h 42m 15.1s            | +38° 30′ 12″         | 354 ± 1         | 13,7        |
| IC 4182  | SA(s)m     | 13h 05m 49.5s            | +37° 36′ 18″         | 321 ± 1         | 13,0        |
| M94      | (R)SA(r)ab | 12h 50m 53.0s            | +41° 07′ 14″         | 308 ± 1         | 9,0         |
| NGC 4144 | SAB(s)cd   | 12h 09m 58.6s            | +46° 27′ 26″         | 265 ± 1         | 12,1        |
| NGC 4190 | Im pec     | 12h 13m 44.8s            | +36° 38′ 03″         | 228 ± 1         | 13,4        |
| NGC 4214 | IAB(s)m    | 12h 15m 39.2s            | +36° 19′ 37″         | 291 ± 3         | 10,2        |
| NGC 4244 | SA(s)cd    | 12h 17m 29.6s            | +37° 48′ 26″         | 244 ± 0         | 10,9        |
| NGC 4395 | SA(s)m     | 12h 25m 48.9s            | +33° 32′ 48″         | 319 ± 1         | 10,6        |
| NGC 4449 | IBm        | 12h 28m 11.9s            | +44° 05′ 40″         | 207 ± 4         | 10,0        |
| UGC 6817 | Im         | 11h 50m 53.0s            | +38° 52′ 49″         | 242 ± 1         | 13,4        |
| UGC 7559 | IBm        | 12h 27m 05.2s            | +37° 08′ 33″         | 218 ± 5         | 14,2        |
| UGC 7577 | Im         | 12h 27m 40.9s            | +43° 29′ 44″         | 195 ± 0         | 12,8        |
| UGC 7698 | Im         | 12h 32m 54.4s            | +31° 32′ 28″         | 331 ± 1         | 13,0        |
| UGC 8320 | IBm        | 13h 14m 27.9s            | +45° 55′ 09″         | 192 ± 1         | 12,7        |

Inoltre, NGC 4105 e UGC 8331 sono spesso identificate come membri del gruppo, anche se non in modo coerente.
Non vi è accordo su quale galassia del gruppo sia la più luminosa e ciò dipende in parte dall'analisi utilizzata per determinare i componenti del gruppo. Il Lyons Groups of Galaxies Catalog identifica come parte del gruppo la galassia M106 che, pertanto, dovrebbe essere anche la più luminosa, mentre non è inclusa in altri cataloghi e, in tal caso, la più luminosa sarebbe la galassia M94.

## La questione della Nube dei Cani da Caccia I
Il Gruppo di M94 viene talvolta erroneamente confuso con la Nube dei Cani da Caccia I, che invece è un'ampia struttura della quale il gruppo fa parte. Una nube di galassie è per definizione una sottostruttura di un superammasso. Con questo significato, la struttura fu identificata da Tully e de Vaucoleurs.

## Galleria d'immagini

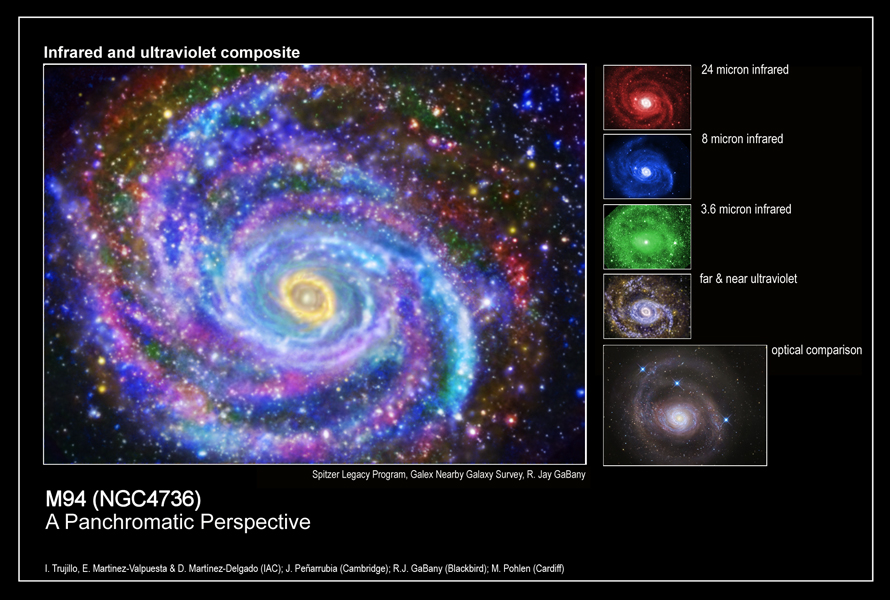
M94
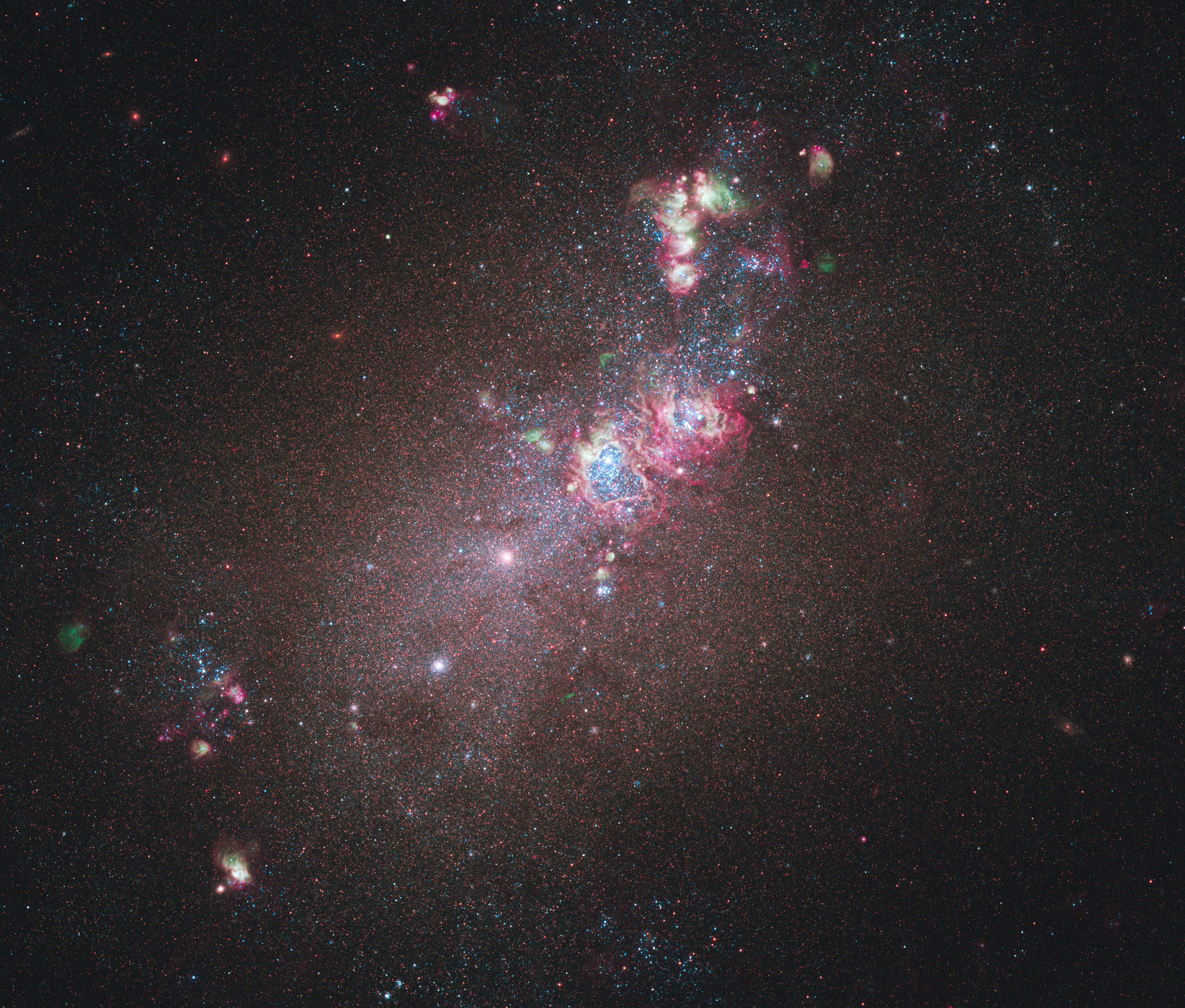
NGC 4214
NGC 4244
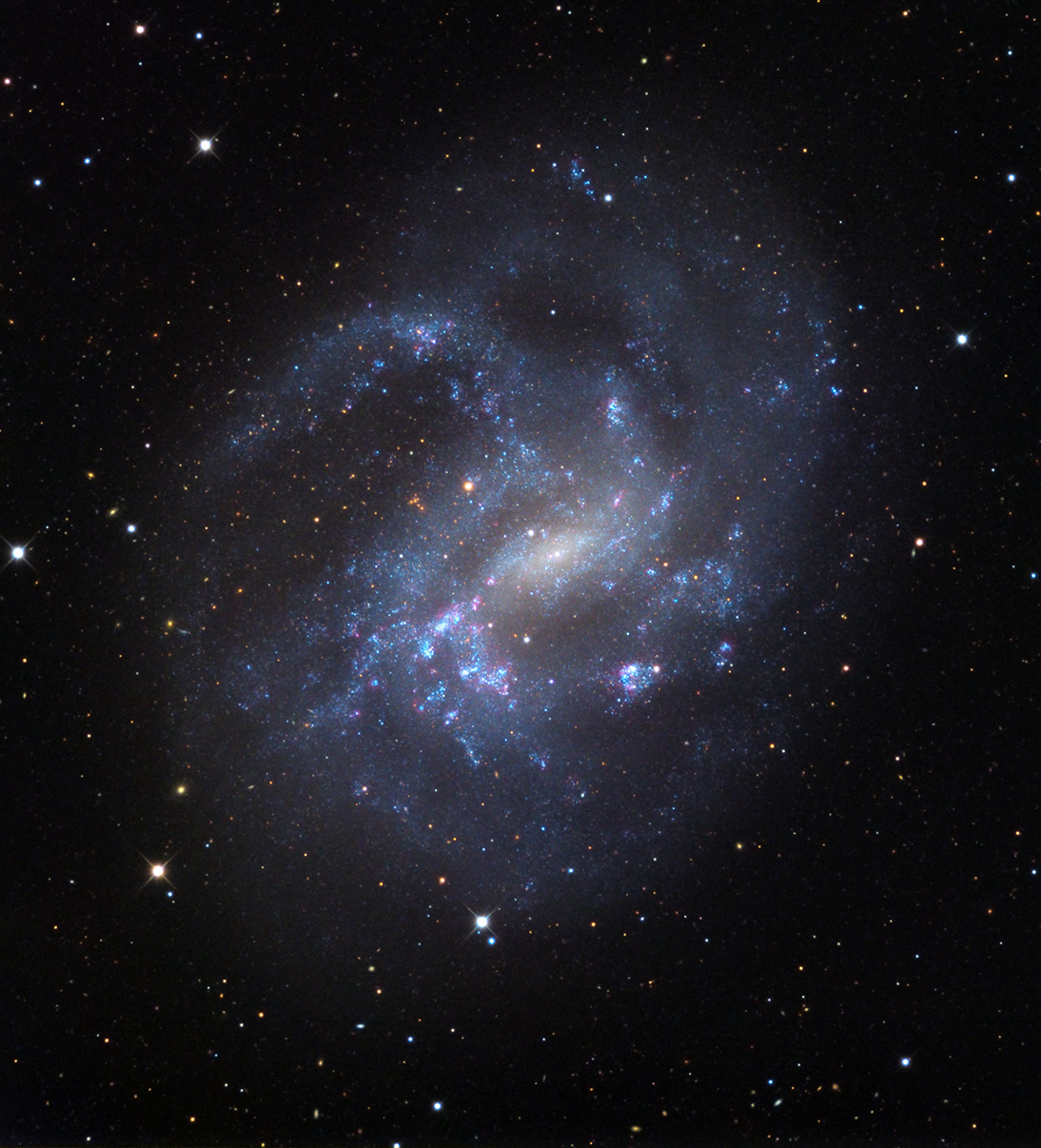
NGC 4365
NGC 4449
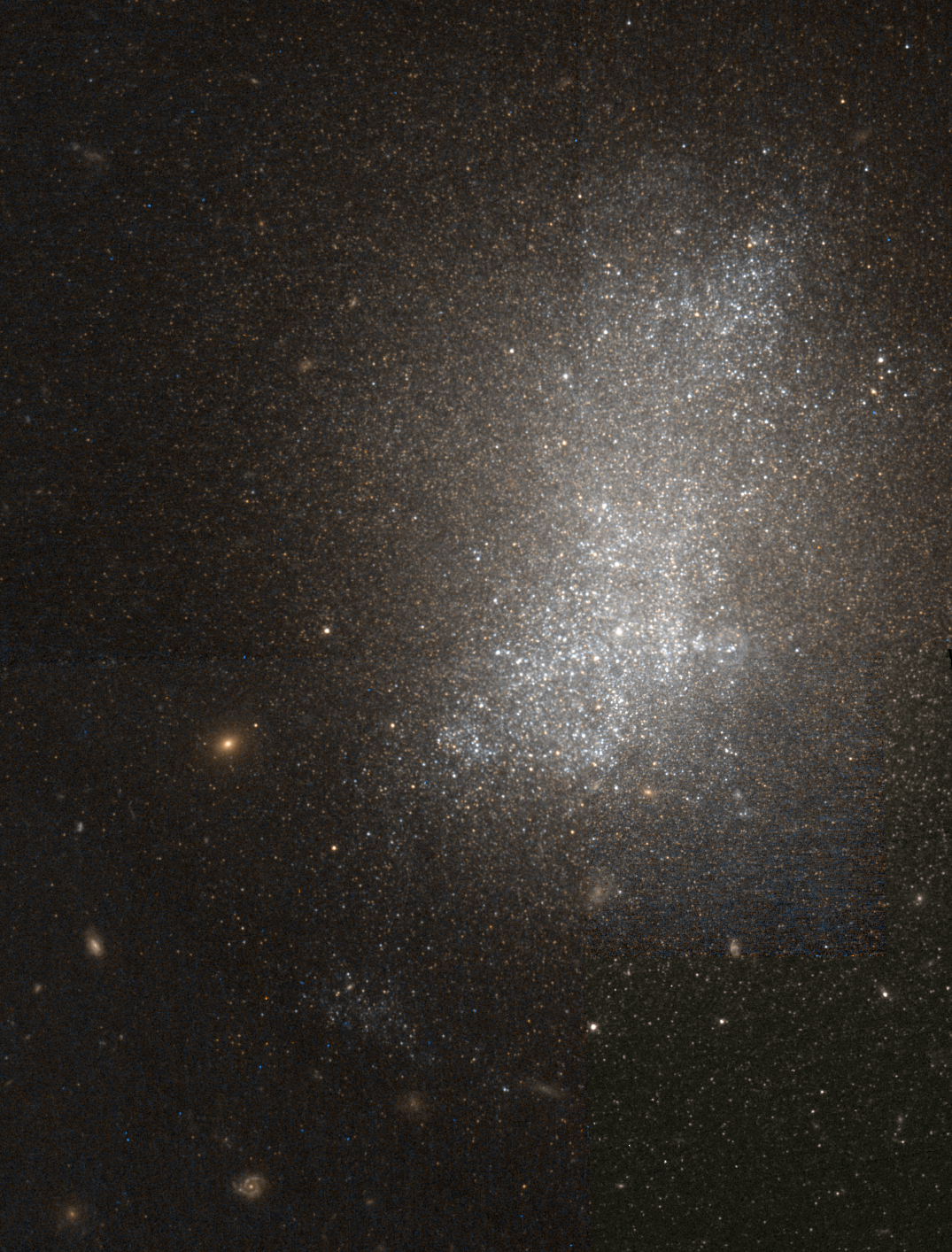
NGC 4190
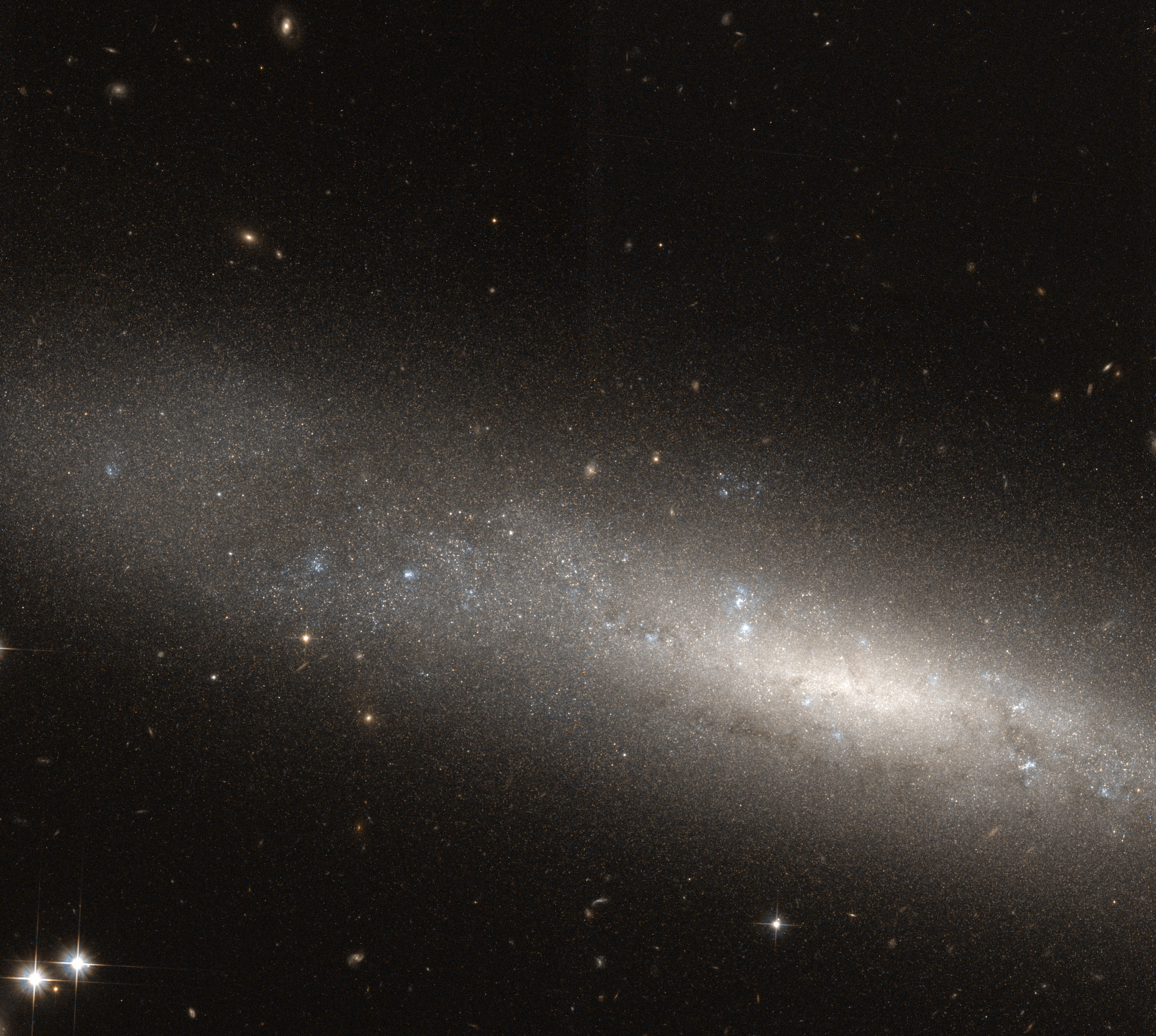
NGC 4144
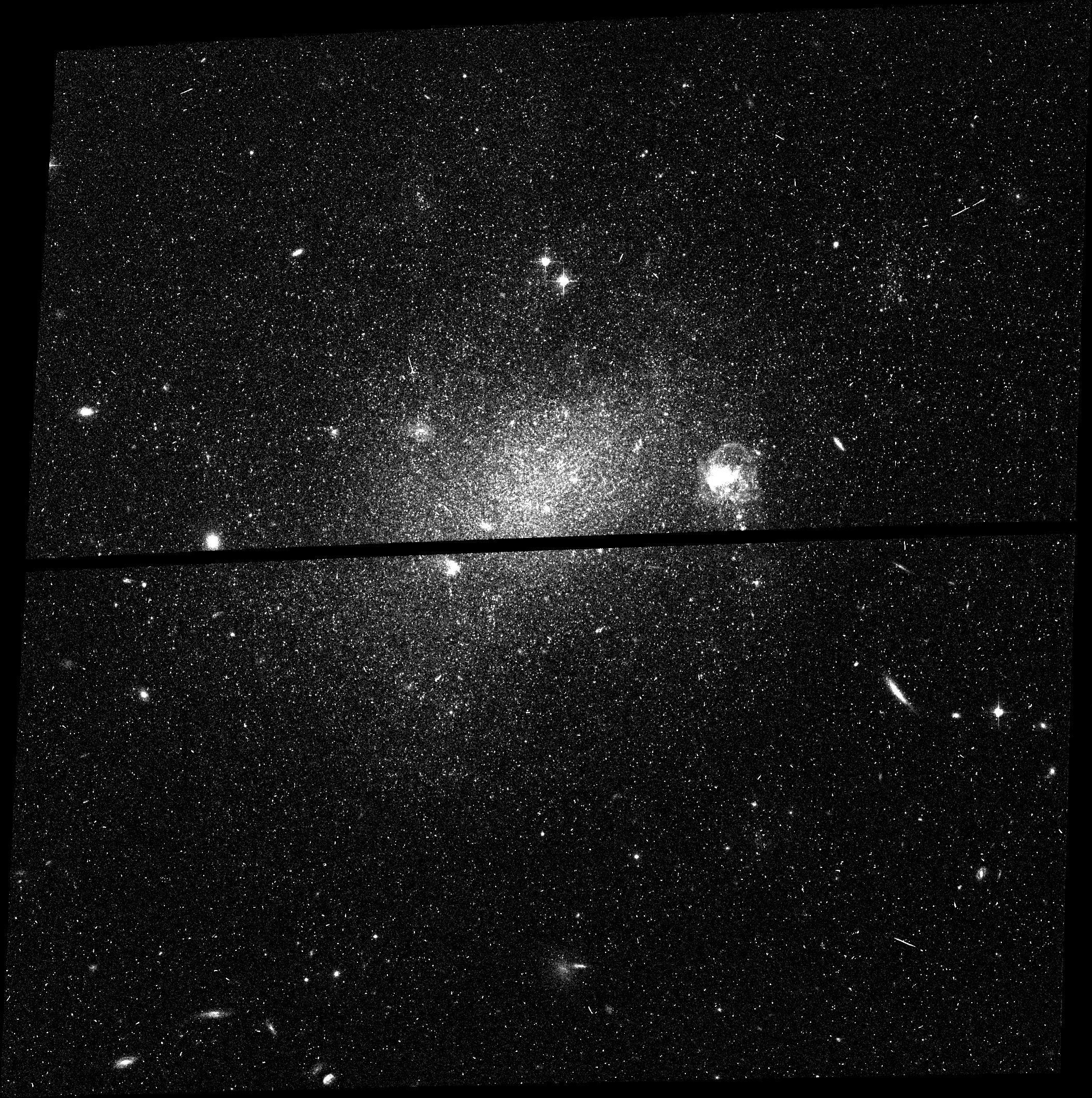
IC 3687